# Periscyphops occidentalis
Periscyphops occidentalis är en kräftdjursart som beskrevs av Franco Ferrara och Helmut Schmalfuss 1985. Periscyphops occidentalis ingår i släktet Periscyphops och familjen Eubelidae. Inga underarter finns listade i Catalogue of Life.